# 7-ма лінія (Київ)
7-ма лі́нія — вулиця в Оболонському районі міста Києва, селище Пуща-Водиця. Пролягає від вулиці Федора Максименка до кінця забудови (прямує до санаторію, розташованого в глибині лісового масиву).
Прилучаються вулиці Миколи Юнкерова, Квітки Цісик та Лісна.

## Історія
Вулиця виникла наприкінці XIX — на початку XX століття під сучасною назвою.

## Визначні пам'ятки
На розі 7-ї лінії та вулиці Миколи Юнкерова знаходиться церква преподобного Серафима Саровського, споруджена 1910 року, поруч із нею — каплиця-усипальниця, споруджена 1913 року за проектом Владислава Городецького.

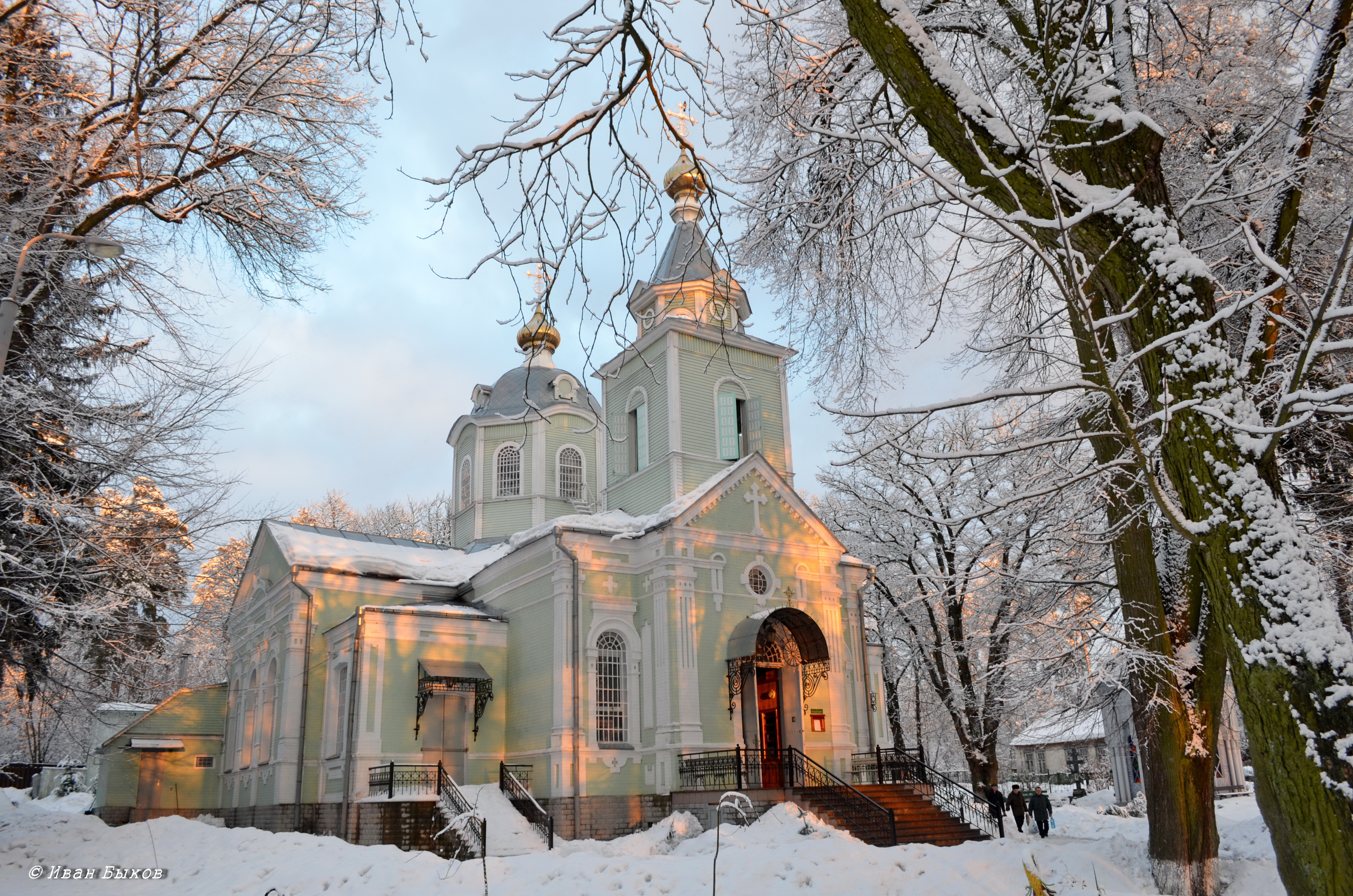
Пуща-Водиця. Церква Серафима Саровського. 1908–1910 рр. Дерев'яний храм обкладений цеглою
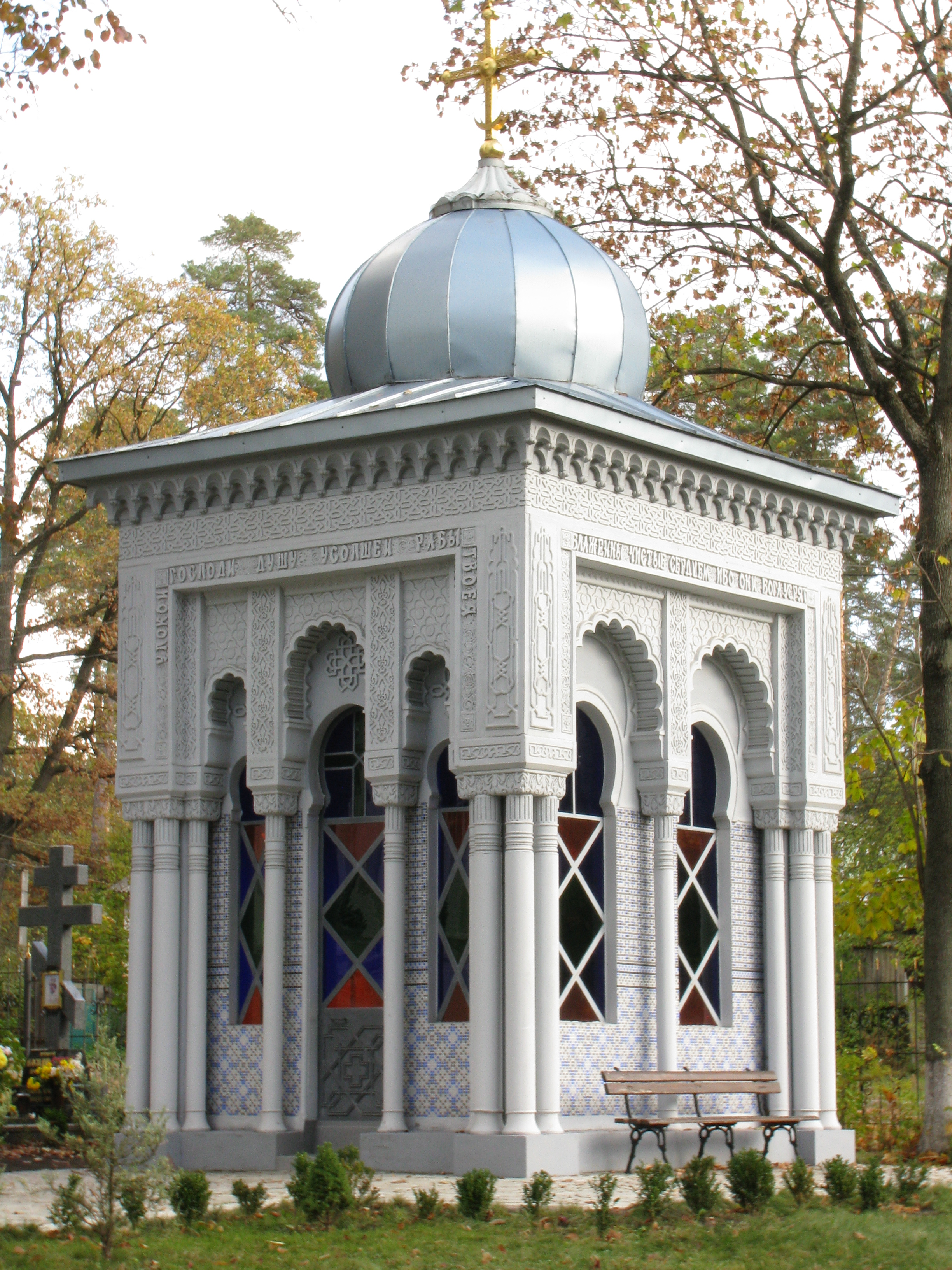
Церква Серафима Саровського, склеп

## Культові споруди
На території госпіталю для воїнів-інтернаціоналістів «Лісова поляна» знаходиться дерев'яна каплиця на честь мученика Іоанна Воїна. Належить Українській православній церкві Московського Патріархату. Відкрита у січні 2007 року, у 2010 році храм розширили. Храмове свято — день мученика Іоанна Воїна (30 липня (12 серпня)).